# Montezuma (Kansas)
Montezuma é uma cidade localizada no estado americano de Kansas, no Condado de Gray.

## Demografia
Segundo o censo americano de 2000, a sua [[]população]] era de 966 habitantes.
Em 2006, foi estimada uma população de 963, um decréscimo de 3 (-0.3%).

## Geografia
De acordo com o United States Census Bureau tem uma área de
1,8 km², dos quais 1,8 km² cobertos por terra e 0,0 km² cobertos por água.

## Localidades na vizinhança
O diagrama seguinte representa as localidades num raio de 32 km ao redor de Montezuma.